# Crocodille
Crocodille ČR, spol. s r.o. je česká firma zaměřená zejména na výrobu a prodej balených baget, sendvičů, panini a wrapů. Firmu založil Petr Cichoň, a je jediným vlastníkem. Firma zaměstnává přes 700 lidí. K roku 2017 společnost vyráběla kolem 25 milionů výrobků ročně a patří mezi nejvýznamnější producenty balených sendvičů v Evropě. Za hranicemi má své pobočky na trzích na Slovensku, v Rakousku, Německu, Maďarsku a ve Španělsku, dále působí také ve Slovinsku, v Srbsku, Rusku a Estonsku.
Společnost Crocodille zároveň provozuje franšízovou síť restaurací rychlého občerstvení pod názvem Bageterie Boulevard a 360Pizza. 

## Historie
S prodejem obložených baget začal Petr Cichoň na střední škole, v pronajaté kuchyni bistra na Malé Straně. V roce 1992 si zřídil první vlastní výrobnu baget v Praze na Žižkově, nazval ji Žižkovské bagety. Roku 1994 firmu přejmenoval na Crocodille. O rok později otevřel velkovýrobnu baget v pražských Holešovicích, za rok pak vlastní pekárnu. V roce 2002 byla při povodních výrobna baget v Holešovicích zatopena, firma pak zakoupila bývalou konzervárenskou továrnu v Žiželicích nad Cidlinou, kde je hlavní výrobna dodnes, centrála společnosti je v pražském Hloubětíně.[zdroj?]
První restaurace Bageterie Boulevard byla otevřena v roce 2003 na Vítězném náměstí v pražských Dejvicích, původně se jmenovala Boulevard Crocodille. Za 15 let se počet těchto zařízení rozšířil na více než 40.[zdroj?]
Roku 2007 otevřela Crocodille první zahraniční pobočku, v Budapešti. Za dva roky následovala pobočka ve Vídni. Roku 2011 firma koupila německého výrobce sendvičů Bakestreet, čímž se dostala na německý trh. V roce 2012 expandovala do Ruska a Rumunska, rok poté do Slovinska, ovšem také kvůli sporu s jedním ze svých dopravců čelila insolvenčnímu řízení. V roce 2014 firma vstoupila na chorvatský trh. V roce 2015 došlo k mohutné expanzi na nové trhy, do Švédska, Polska, Litvy, Estonska a Španělska. Ve stejném roce firma oznámila snahu expandovat na trh v muslimských zemích, což vyvolalo kontroverze a obvinění, že firma bude používat maso poražených podle pravidel halal, která jsou někdy chápána jako mučení zvířat. Zájem má i o expanzi do Číny. Firma podporuje hnutí Neovlivní a společnost Člověk v tísni.
Petr Cichoň zároveň založil vlastní školu - Akademie Systémové Gastronomie, která je určena studentům, kteří chtějí nalézt uplatnění v oboru systémové gastronomie jako specialisté v rámci provozu, manažeři, začínající živnostníci svých vlastních konceptů či franšízanti zavedených značek.[zdroj?]